# 国立スポーツ博物館
国立スポーツ博物館 (National Sports Museum) は、オーストラリア、メルボルンのメルボルン・クリケット・グラウンド内に位置し、オーストラリアのスポーツを専門とする博物館である。オーストラリアンフットボール、クリケット、夏季及び冬季オリンピック、テニス、ラグビーリーグ、ラグビーユニオン、サッカー、バスケットボール、ボクシング、ネットボールのようなスポーツに関する展示がある。オーストラリア・スポーツ世評ホールもオーストラリア・レース博物館及びメルボルン・クリケットクラブ博物館と共にこの博物館内に位置している。
隣接するMCC博物館では、メルボルン・クリケットクラブの歴史に関する展示を行っている。2010年10月6日、オーストラリアで顕著なスポーツとなっている競馬に関する展示を行うオーストラリア・レース博物館が国立スポーツ博物館に吸収された。

## オーストラリア・スポーツギャラリー・オリンピック博物館
国立スポーツ博物館がオープンする以前、オーストラリア・スポーツギャラリー・オリンピック博物館が17年間存在した。1986年11月22日にオープンし、2003年10月4日に一般に閉鎖された。この博物館は、1928年にオープンし博物館と同時に取り壊された旧MCCメンバーズ・スタンドの前に位置していた。この博物館は、旧MCCメンバーズ・パビリオンへの通路として一般に無料で公開されており、35,000人以上が閉鎖直前の一週間に入場した。